# Balzan
Ħal Balzan Málta egyik helyi tanácsa a nagy sziget középső részén, félúton Valletta és Mdina között. Lakossága 3859 fő. Neve egy spanyol vagy szicíliai személynévből (Balzan/Balzano) ered. Ħ'Attard és Ħal Lija mellett Málta Három Falvának egyike.

## Története
A település első említése az 1419-es Milícia-összeírásban szerepel, ekkor mintegy 20 lakosa volt. 1575-ben már 60 háztartásban 500-an lakták. Lakói ekkor kérvényezték, hogy Birkirkarától független egyházközség lehessenek. Ezt végül 1655. augusztus 14-én hagyta jóvá a püspök. 1669-ben kezdődött a plébániatemplom építése, amely 1695-re készült el, ám csak 1781-ben szentelték fel. Ezután hosszú ideig jelentéktelen falu maradt a környék fontosabb települései (Mdina, Birkirkara) mellett.
A második világháborúban a Cottonera-régió lakóinak egyik menedékhelye, egy ideig a Legfelsőbb Bíróság székhelye volt. A menekültek egy része a háború után itt telepedett le. 1965-től a szeplőtelen fogantatás ünnepét március helyett júliusban ünneplik, mivel a rossz időjárás gyakran elmosta a festát. 1994 óta Málta egyik helyi tanácsa.

## Önkormányzata
Ħal Balzant ötfős helyi tanács irányítja. A jelenlegi (7.) tanács 2012 óta van hivatalban.
Polgármesterei:
- Joseph A. Stellina (1994-1996)
- Marselle Delicata (1996-1999)
- Dr. John Żammit Montebello (Nemzeti Párt, 1999-)

## Ünnepei
- Szent Bálint (február 14.)
- Szeplőtelen fogantatás (december 8., a festa július 2. vasárnapján van)

## Nevezetességei
- Plébániatemplom: A latin kereszt alaprajzú barokk templom 1669 és 1695 között épült
- Szeplőtelen fogantatás-templom: az új templom építéséig a falu temploma volt
- A Wignacourt-kereszt
- Szent Rókus-templom (San Rocco, St. Roque): az 1593-ban épült kis templom a járványokban elhunytak nyugvóhelye
- Palazzo Antonio
- Villa Macedonia
- Palazzo Olivier

## Kultúra
Band clubjai:
- St. Gabriel Band Club
- Marija Annunzjata Filharmonic Band Club

Egyházi szervezetek:
- Malta Hospice Movement[4]
- M.U.S.E.U.M.

Ifjúsági szervezet:
- Balzan Youth Centre

## Sport
Labdarúgócsapata a Balzan Youths FC, az első osztályú máltai bajnokság tagja.

## Közlekedés
Közúton legegyszerűbben Birkirkara felől érhető el.
Buszjáratai (2011. november után):
- 54 (Valletta-Attard)
- 106 (Mater Dei Kórház-Ta' Qali)
- X3 (expressz, Repülőtér-Buġibba)
- N32 (éjszakai, San Ġiljan-Għargħur)